# Penthetria aberrans
Penthetria aberrans är en tvåvingeart som beskrevs av Yang och Guang Yu Luo 1989. Penthetria aberrans ingår i släktet Penthetria och familjen hårmyggor. Inga underarter finns listade i Catalogue of Life.